# Nicolai Hartmann
Nicolai Hartmann (Lets: Nikolajs Hartmanis) (Riga, 7 februariJul/19 februariGreg 1882 - Göttingen, 9 oktober 1950) was een Duits filosoof. Hij was in de filosofie in de eerste plaats een ontoloog en verdediger van het kritisch realisme. Zijn ontologie bestaat uit een analyse van het 'Zijn' in verschillende "zijnslagen" (Seinsschichten). Hij was een van de grootste vernieuwers van de metafysica in de hedendaagse filosofie, maar is vandaag de dag nogal in vergetelheid geraakt.

## Biografie
Nicolai Hartmann werd geboren in Riga op 19 februari 1882, toen nog 7 februari volgens de juliaanse kalender, als de zoon van de ingenieur Carl August Hartmann en zijn vrouw Helene née Hackmann. In 1897 werd Hartmann naar het Duitstalig gymnasium in Sint-Petersburg gestuurd. In 1902 en 1903 studeerde hij geneeskunde in Dorpat en van 1903 tot 1905 filologie en filosofie in Petersburg. Hij zette deze studie vanaf 1905 in Marburg voort. Hier kwam hij in contact met de neokantiaanse filosofen Herman Cohen en Paul Natorp en begon zijn levenslange vriendschap met Heinz Heimsoeth. Hij behaalde zijn diploma met de thesis Das Seinsproblem in der griechischen Philosophie vor Plato dat later uitmondde in het boek Platos Logik des Seins (1909). Hij habiliteerde zich met het werk Des Proklus Diadochus philosophische Anfangsgründe der Mathematik.
In 1911 trouwde Hartmann met Alice Stepanitz en ze kregen in 1912 een dochter. In datzelfde jaar publiceerde hij ook Die philosophischen Grundlagen der Biologie (1912). Tijdens de Eerste Wereldoorlog deed hij dienst in het leger als tolk, stond in voor het censureren van brieven en werkte bij de inlichtingendienst. Na de oorlog werkte hij in Marburg als privaat-docent. Rond deze periode leerde hij ook Martin Heidegger kennen. In 1920 werd hij buitengewoon hoogleraar en in 1921 verscheen het eerste werk waarin hij zijn eigen filosofische positie uiteenzette, Grundzüge einer Metaphysik der Erkenntnis. Een jaar later verving hij als hoogleraar Natorp en nam zijn leerstoel in. Hij verhuisde naar Keulen in 1925 en kwam daar in contact met Max Scheler. In 1926 verscheen zijn Ethik dat als zijn tweede grote werk kan beschouwd worden, waarin hij net als Scheler een materialistische vorm van waarde-ethiek (Wertethik) uiteenzette. 
In datzelfde jaar scheidde hij ook van zijn vrouw en trouwde in 1929 met Frida Rosenfeld waarvan hij een zoon, Olaf (1930), en een dochter, Lise (1932), kreeg. In 1931 werd hij professor in de theoretische filosofie te Berlijn. Deze leerstoel bezette hij tot 1945. Rond deze tijd schreef hij ook vele andere werken waarin hij zijn ontologie uiteenzette zoals Das Problem des geistigen Seins (1933), Zur Grundlegung der Ontologie (1935), Möglichkeit und Wirklichkeit (1938) en Der Aufbau der realen Welt. Grundriß der allgemeinen Kategorienlehre (1940).
Ten tijde van het Duitse fascisme heeft Hartmann zich grotendeels onverschillig tegenover de nieuwe machthebbers gedragen. Hij stierf in 1950.

## Filosofie
De filosofie van Hartmann is vooral bekend vanwege zijn ontologische analyse van de werkelijkheid in verschillende lagen van het zijn (Seinsschichten). Deze ontologie moet echter niet verstaan worden in de traditionele zin zoals die bij Aristoteles of Thomas van Aquino naar voren kwam, maar is diep beïnvloed door de fenomenologie van Edmund Husserl. Zijn ontologie is dan ook gebaseerd op een fenomenologische analyse van de werkelijkheid, hoewel hij in zijn conclusies veel verder gaat dan Husserl zou toestaan. Hartmann onderscheidt de volgende lagen:
1. De anorganische laag (anorganische Schicht)
2. De organische laag (organische Schicht)
3. De psychische of emotionele laag (seelische Schicht)
4. De intellectuele of culturele laag (geistige Schicht)

Verder stelde Hartmann ook in Der Aufbau der realen Welt vier wetten op die voor deze lagen gelden:
1. De wet van de wederkeer: lagere categorieën keren terug op de hogere niveaus als deelaspect van deze hogere categorieën, maar nooit omgekeerd.
2. De wet van de verandering: de categorische elementen veranderen in hun wederkeer in een hogere laag (door toedoen van deze hogere laag).
3. De wet van het novum: de hogere categorie bestaat uit een reeks elementen uit de lagere niveaus, maar er komt ook altijd iets geheel nieuws bij - eigen aan dit nieuwe niveau.
4. De wet van de afstand tussen de lagen: de verschillende lagen ontwikkelen zich via sprongen waardoor er duidelijke grenzen zijn tussen de verschillende niveaus.

Verder is ook de ethiek van Hartmann van enig belang. Net als Max Scheler ontwikkelde Hartmann een "materiële waarde-ethiek" (materiale Wertethik) die stelde dat ethische waarden een eigen soort bestaan of "zijn" bezitten.